# William Guarnere
William J. Guarnere, född 28 april 1923 i Philadelphia, Pennsylvania, USA, död 8 mars 2014, var en amerikansk militär under andra världskriget. Han var fallskärmsjägare i E-kompaniet (Easy Company) i 506:e fallskärmsjägarregementet i 101st Airborne Division, en luftlandsättningsdivision i USA:s armé. Den prisbelönade TV-serien Band of Brothers dramatiserade kompaniets insatser under andra världskriget och William Guarnere gestaltades av Frank John Hughes.

## Biografi
Guarnere föddes i södra Philadelphia, han var den yngsta av 10 syskon. Som femtonåring gick han med i  Citizens Military Training Camp program under den Stora depressionen. Detta var möjligt för att hans mamma sa till regeringen att han var 17 år. Han tillbringade tre somrar på CMTC som tog fyra år att fullfölja. Hans planer på att fullfölja de fyra åren och bli officer gick till spillo när programmet lades ned på grund av  kriget i Europa.
31 augusti 1942 gick Guarnere med i USA:s armé fallskärmsjägare och påbörjade sin träning på Camp Toccoa.

## Karriär
Guarnere skickades till Easy Company, 2nd Battalion, 506th Parachute Infantry Regiment, 101st Airborne Division och gjorde sitt första hopp i krig under Dagen D. Han fick sitt smeknamn Wild Bill efter sin hänsynslösa attityd mot fienderna. Smeknamnet Gonorrhea kallades han eftersom det var likt hans riktiga efternamn, enligt TV-miniserien Band of Brothers. Han hade precis fått reda på att hans bror Henry hade stupat i strid några dagar innan hoppet. Det var en av faktorerna till att han blev kallad Wild Bill som han verkligen levde upp till genom att vara den största faran på slagfälten.
Guarnere var med i striderna från Dagen D till Ardenneroffensiven, där han förlorade ett ben efter att han blev träffad av artilleri när han försökte hjälpa sin kompis Joe Toye, som hade blivit av med ett ben innan Guarnere blev träffad. 
Guarnere tilldelades flera utmärkelser för sina handlingar i kriget.

## Död
Guarnere dog av artärbråck på Jefferson University Hospital i Philadelphia 8 mars 2014. Han blev 90 år gammal. Efter lämnade han sig två söner, nio barnbarn och fjorton barnbarnsbarn.